# 薩利馬縣
13°45′S 34°30′E / 13.750°S 34.500°E
薩利馬縣（Salima District）是馬拉維中部的一個縣，屬於中央區的一部分，該縣北臨恩科塔科塔縣，東接馬拉維湖，南鄰代扎縣，西南面是利隆圭縣，西鄰多瓦縣，面積2,196平方公里，人口248,214。